# Olio di sandalo

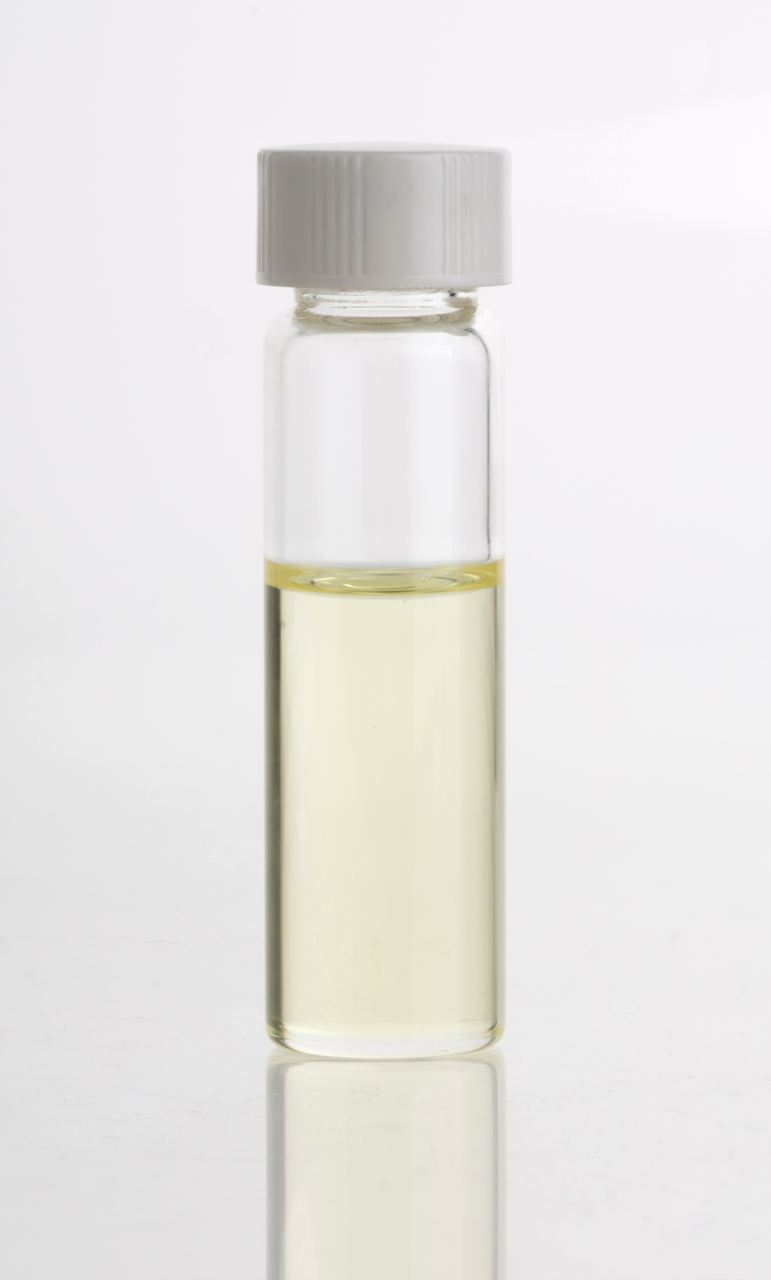
Una fialetta contenente olio di sandalo puro.

L'olio essenziale di sandalo è un olio essenziale ottenuto dalla distillazione a vapore del durame (ridotto in forma di cippato o tagliato in blocchi) dell'albero del sandalo. L'olio di sandalo è usato in profumeria, nella cosmetica e per gli unguenti sacri.

## Costituenti principali
L'olio di sandalo contiene più del 90% di alcoli sesquiterpenici, dei quali il 50-60% è il triciclico α-santalolo e il 20-25% β-santalolo.

## Usi tradizionali
L'olio essenziale di sandalo è usato nella medicina ayurvedica sia per il trattamento dei disturbi fisici che di quelli mentali. 
Uno studio sugli effetti dell'inalazione di olio di sandalo indiano e del suo composto principale, l'α-santalolo, sui parametri fisiologici umani ha dimostrato che essi aumentavano la frequenza cardiaca, la conduttanza cutanea e la pressione arteriosa sistolica.
All'olio di sandalo e all'α-santalolo è stata attribuita un'attività chemiopreventiva in modelli animali di carcinogenesi.